# ミルキングパーラー
ミルキングパーラー（英：milking parlour、米：milking parlor）とは、主にフリーストール牛舎の牧場で使用される搾乳専用施設のことである。

## 歴史
1960年代よりバケットミルカーが普及し、手搾りから機械搾乳に移行した。現在は、牛が移動し搾乳するパーラー搾乳と人が移動し搾乳するパイプライン搾乳、そして搾乳ロボットによる搾乳に大別される。
世界初のヘリンボーンパーラーは1952年にゴードントンの農家によって建てられたと考えられている。

## 付帯施設
ミルキングパーラーの付帯施設には、機械室、搾乳室（パーラー）、牛乳処理室、待機室（ホールディングエリア）がある。搾乳室は主に牛が入り搾乳されるストールと作業者が搾乳を行うピットに分かれる。

## ミルキングパーラーの種類

### ロータリーパーラー
ロータリーパーラー
ロータリーパーラー（英：rotary milking parlour）は回転式ミルキングパーラーとも呼ばれる。回転台の上にミルカーが設置されており、回転台が回転することでストールが動き、牛が入ることで搾乳が行われる。特徴として、作業者の移動距離が短いことや、前搾り・ミルカー装着・ポストディッピングといった搾乳の一連の作業が分業制になり、作業効率が良くなることなどが挙げられる。しかし、パーラーの面積は大きくなるため導入コストは高く、ランニングコストも高い。ロータリーパーラーは、搾乳される牛の向き（作業者の場所）から外搾りタイプと内搾りタイプ、ストールの方向からロータリーヘリンボーン、ロータリーアブレストなどに分類される。

### 定置型ミルキングパーラー
アブレストパーラー
アブレストパーラー（英：abreast milking parlour）は横並びのパーラーである。最も低コストで設置可能であるため、繋ぎ牛舎からフリーストール牛舎に移行する際に暫定的に設置することもある。近年では、分娩直後の初乳や治療牛の廃乳などの出荷できない生乳を搾乳するために、小型のアブレストパーラーを設置する大規模酪農家もいる。
パラレルパーラー
パラレルパーラー（英：parallel milking parlour）はピットに対してストールが直角になっているパーラーである。作業者の移動距離がパーラーの中で最短である。作業者が牛に蹴られにくいのがメリットであるが、乳房が見えにくいというデメリットもある。基本的に牛は一斉退出式なので、搾乳時間がかかりやすい。
タンデムパーラー
タンデムパーラー（英：tandem milking parlour）は縦並びのパーラーである。個別にパーラーを利用できるため、パラレルパーラーより搾乳時間は短くなる。近年ではオートタンデムと呼ばれるシステムにより入退出が自動的に行えるようになったため、作業効率が良くなった。作業者の移動距離は長いが、牛の観察がしやすい。
ヘリンボーンパーラー（ヘリングボーンパーラー）
ヘリンボーンパーラー（英：herringbone milking parlour）はニシンの骨状に見えることから名づけられており、ストールがピットに対して斜めである。一斉退出タイプと通り抜けタイプの2種類ある。牛に対して近いため、観察がしやすい。
スイングパーラー
スイングパーラー（英：swing milking parlour）はニュージーランドなどで見られることから、ニュージーランドパーラーとも呼ばれる。ピット中央上部にユニットがついており、左右にスイングすることができる。両サイド交互に搾乳することができる。ユニット台数を少なくできるため、低コストである。
トリゴンパーラー・ポリゴンパーラー
トリゴンパーラー（英：trigon milking parlour）・ポリゴンパーラー（英：polygon milking parlour）はピットの形が上から見ると、三角形あるいは多角形状になっているパーラーである。搾乳者の移動距離が短いのが特徴であるが、日本ではまず見られない。